# Кирьят-Элиэзер
Кирья́т-Элиэ́зер (ивр. קריית אליעזר‎), официально — Муниципальный стадион Хайфы (ивр. אצטדיון העירוני חיפה‎) — многоцелевой стадион, ранее находившийся в Хайфе, Израиль. По состоянию на июнь 2017 года, стадион был полностью демонтирован, и к 2019 на месте арены выстроен жилой квартал.
Иногда являлся местом проведения домашних матчей сборной Израиля по футболу. На постоянной основе, начиная с 1956 года, являлся домашним стадионом футбольных клубов Макаби Хайфа и Хапоэль Хайфа. Стадион был рассчитан на 14 002 зрителя и разделён на 14 секторов.
Был открыт 24 сентября 1955 года матчем между клубами Макаби Хайфа и Хапоэль Хайфа, завершившимся со счетом 4:1. Стадион находился в распоряжении муниципалитета города Хайфа и принадлежал городу.
В начале сезона 2014/15 гг. домашние матчи хайфских футбольных команд «Маккаби» и «Хапоэль» начали проводиться на открытом в 2014 г. стадионе «Самми Офер».